# Scoloplos naumovi
Scoloplos naumovi är en ringmaskart som beskrevs av Averincev 1982. Scoloplos naumovi ingår i släktet Scoloplos och familjen Orbiniidae. Inga underarter finns listade i Catalogue of Life.